# Йосі Коен
Йосі Коен (івр. יוסי כהן нар. 10 вересня 1961, Єрусалим) — дев'ятий голова Ради національної безпеки Ізраїлю, дванадцятий директор служби зовнішньої розвідки Ізраїлю «Моссад» з січня 2016 року по червень 2021 року.

## Біографія
Йосі Коен народився і виріс у Єрусалимі в ортодоксальній релігійній єврейській родині. Його батько, Лео, представник сьомого покоління ізраїльтян та ветеран організації «Ірґун». Мати Йосі Коена була вчителькою. Навчався у єшиві «Ор Еціон».
Відслуживши в рядах повітряно-десантних військ Ізраїлю, у 1982 році приєднався до «Моссаду». Працюючи в «Моссаді», Коен піднявся кар'єрними сходинками до керівника найбільшого оперативного управління, у 2011 став заступником директора при Тамірі Пардо. Через конфлікт між ними у 2013 році Коен пішов у відставку, але прем'єр-міністр Беньямін Нетаньягу призначив його головою Ради національної безпеки. У січні 2016 року, після закінчення каденції Пардо, Нетаньягу призначив Коена директором «Моссаду».
У січні 2018 року Коен керував операцією «Моссаду» з викрадення документів про ядерну програму Ірану і їх таємного вивезення з країни. Серед вбивств, які приписують організації під час перебування на посаді Коена, були вбивства експерта ХАМАС з безпілотників Мохамеда Зуарі в Тунісі, експерта ХАМАС з ракетних систем Фаді Мохаммада аль-Батша в Малайзії та відповідального за іранську ядерну програму Мохсена Фахрізаде в Ірані.
Коен також був відповідальним за управління переважно таємними відносинами Ізраїлю з різними арабськими країнами. Він часто зустрічався з представниками Єгипту, Йорданії, ОАЕ, Саудівської Аравії та Катару та допомагав у переговорах щодо візиту Нетаньягу до Оману в 2018 році. Як повідомлялося, він зустрічався з начальником розвідки Судану, хоча суданська спецслужба це заперечувала. Він був учасником переговорів під час укладення ізраїльсько-еміратського мирного договору.
У вересні 2019 року «Джерусалем пост» назвала Коена найвпливовішим євреєм року.
У червні 2021 покинув посаду керівника «Моссаду».

## Сім'я
Коен одружений, має чотирьох дітей. Один з його синів, Йонатан, закінчив службу в армії офіцером підрозділу «8200», незважаючи на те, що з дитинства хворий на ДЦП.